# Lycoperdon pratense
Lycoperdon pratense Pers., 1797 è un fungo della famiglia Agaricaceae.

## Descrizione della specie

### Corpo fruttifero
Sub-globoso, attenuato in un tozzo e corto gambo; color biancastro, poi bruno-giallastro, talvolta con sfumature rosa-aranciate; involucro esterno furfuraceo, con piccoli aculei bianchi; involucro sottostante liscio, che si apre prima mediante un piccolo poro (ostiolo), poi si allunga fino ad interessare tutta la parte fertile.

### Carne
Bianca quando il fungo è immaturo, poi oliva-bruna; porzione basale sterile, separata nettamente dal resto mediante una membrana.
Odore e sapore: non particolari.

### Caratteri microscopici
Spore
Globose od ovoidali, finemente verrucose, bruno-olivastre in massa.

## Habitat
Cresce in estate-autunno, spesso gregario, nei prati e pascoli.

## Commestibilità
Mediocre da giovane, quando la gleba è ancora bianca, altrimenti non edule. La ricetta di cucina più comune lo predispone al taglio  a fette con successiva frittura previo impanatura.

## Tassonomia

### Sinonimi e binomi obsoleti
- Utraria pratensis (Pers.) Quél., Mém. Soc. Émul. Montbéliard, Sér. 2 5: 368 (1873)
- Vascellum pratense (Pers.) Kreisel, Feddes Repert. 64: 159 (1962)
- Vascellum pratense (Pers.) Kreisel, Feddes Repert. 64: 159 (1962) subsp. pratense
- Lycoperdon hiemale Bull., Herb. Fr. 2: 148 (1782)
- Lycoperdon depressum Bonord., Bot. Ztg. 15: 611 (1857)
- Vascellum depressum (Bonord.) F. Šmarda, Bull. int. Acad. pol. Sci. Lett. 1: 305 (1958)
- Calvatia depressa (Bonord.) Zeller & A.H. Sm., Lloydia 27: 171 (1964)
- Lycoperdon subpratense Lloyd, Mycol. Writ. 2(Letter 20): 231 (1905)
- Calvatia subpratensis (Lloyd) Coker & Zeller, Mycologia 39(3): 305 (1947)
- Vascellum pratense subsp. subpratense (Lloyd) Kreisel, Feddes Repert. Spec. Nov. Regni Veg. 68: 87 (1963)
- Vascellum subpratense (Lloyd) P. Ponce de León, Fieldiana, Bot. 32(9): 113 (1970)[2]

## Nomi comuni
- Questo tipo di fungo viene chiamato, nel dialetto comasco, "pet de luf" e nel dialetto milanese "put dal leuf" che significa "peto di lupo", traduzione in dialetto del nome scientifico "lycoperdon" (lykos = lupo; perdomai = emettere aria dal ventre). Questo nome curioso è derivato dal fatto che, uno stadio ormai appassito, il fungo nella sua parte interna si polverizza e se schiacciato tende a sgonfiarsi facendo uscire una nuvola di colore marrone.